# DDR-Fußballmeisterschaft der Schüler 1984
Die DDR-Fußballmeisterschaft der Schüler 1984 war die 24. Auflage dieses Wettbewerbes, der vom DFV durchgeführt wurde. Der Wettbewerb begann am 3. Juni 1984 mit der Vorrunde und endete am 8. Juli 1984 mit dem dritten Titelgewinn der SG Dynamo Dresden nach 1975 und 1979, die im Finale gegen den Berliner FC Dynamo gewann.

## Teilnehmende Mannschaften
An der DDR-Fußballmeisterschaft der Schüler für die Altersklasse (AK) 13/14 nahmen die Bezirksmeister bzw. dessen Vertreter der 15 Bezirke auf dem Gebiet der DDR und der Zweitplatzierte der Ost-Berliner Bezirksmeisterschaft teil. Spielberechtigt waren Spieler bis zum 14. Lebensjahr (Stichtag: 1. Juni 1969).
Für die Meisterschaft qualifizierten sich folgende fünfzehn Bezirksmeister bzw. dessen Vertreter und der Zweite aus Ost-Berlin:
| - Bezirk Rostock F.C. Hansa Rostock - Bezirk Schwerin BSG Hydraulik Parchim - Bezirk Neubrandenburg SG Dynamo Pasewalk - Bezirk Potsdam BSG Stahl Brandenburg - Ost-Berlin Berliner FC Dynamo 1. FC Union Berlin | - Bezirk Frankfurt (Oder) FC Vorwärts Frankfurt/O. - Bezirk Magdeburg 1. FC Magdeburg - Bezirk Halle Hallescher FC Chemie - Bezirk Leipzig 1. FC Lokomotive Leipzig (TV) - Bezirk Cottbus BSG Aktivist Brieske-Senftenberg (TV) – Titelverteidiger | - Bezirk Dresden SG Dynamo Dresden - Bezirk Karl-Marx-Stadt FC Karl-Marx-Stadt - Bezirk Erfurt FC Rot-Weiß Erfurt - Bezirk Gera BSG Wismut Gera - Bezirk Suhl SG Schleusingen/Hinternah |

## Modus
In der Vorrunde wurden die Spiele in vier Staffeln zu je vier Mannschaften mit Hin- und Rückspiel nach dem Modus „Jeder gegen Jeden“ ausgetragen. Die vier Staffelsieger ermittelten ab dem Halbfinale auf neutralen Platz den DDR-Meister.

## Vorrunde

### Staffel 1
Spiele
| Datum                      |                                  |   |                                  | Hinspiel | Rückspiel |
| -------------------------- | -------------------------------- | - | -------------------------------- | -------- | --------- |
| So 03. Juni / So 17. Juni  | FC Karl-Marx-Stadt               | – | SG Dynamo Dresden                | 1:3      | 1:2       |
| So 03. Juni / So 17. Juni  | BSG Aktivist Brieske-Senftenberg | – | 1. FC Lokomotive Leipzig         | 0:5      | 0:9       |
| Sa 09. Juni / So 24. Juni  | FC Karl-Marx-Stadt               | – | BSG Aktivist Brieske-Senftenberg | 3:0      | 2:0       |
| Sa 09. Juni / So 24. Juni  | SG Dynamo Dresden                | – | 1. FC Lokomotive Leipzig         | 3:1      | 3:3       |
| Mi .13. Juni / So 01. Juli | BSG Aktivist Brieske-Senftenberg | – | SG Dynamo Dresden                | 0:9      | 00:13     |
| Mi .13. Juni / So 01. Juli | 1. FC Lokomotive Leipzig         | − | FC Karl-Marx-Stadt               | 1:1      | :         |

Abschlusstabelle
| Pl. | Mannschaft                       | Sp. | S | U | N | Tore    | Diff. | Punkte |
| --- | -------------------------------- | --- | - | - | - | ------- | ----- | ------ |
| 1.  | SG Dynamo Dresden                | 6   | 5 | 1 | 0 | 033:600 | +27   | 11:10  |
| 2.  | 1. FC Lokomotive Leipzig         | 5   | 2 | 2 | 1 | 019:700 | +12   | 06:40  |
| 3.  | FC Karl-Marx-Stadt               | 5   | 2 | 1 | 2 | 008:600 | +2    | 05:50  |
| 4.  | BSG Aktivist Brieske-Senftenberg | 6   | 0 | 0 | 6 | 000:410 | −41   | 0:12   |

### Staffel 2
Spiele
| Datum                      |                           |   |                           | Hinspiel | Rückspiel |
| -------------------------- | ------------------------- | - | ------------------------- | -------- | --------- |
| So 03. Juni / So 17. Juni  | Hallescher FC Chemie      | − | BSG Wismut Gera           | 7:1      | 6:1       |
| So 03. Juni / So 17. Juni  | FC Rot-Weiß Erfurt        | − | SG Schleusingen/Hinternah | 7:1      | 6:0       |
| Sa 09. Juni / So 24. Juni  | Hallescher FC Chemie      | − | FC Rot-Weiß Erfurt        | 1:4      | 1:2       |
| Sa 09. Juni / So 24. Juni  | BSG Wismut Gera           | − | SG Schleusingen/Hinternah | 0:7      | 0:1       |
| Mi .13. Juni / So 01. Juli | FC Rot-Weiß Erfurt        | − | BSG Wismut Gera           | 3:1      | :         |
| Mi .13. Juni / So 01. Juli | SG Schleusingen/Hinternah | − | Hallescher FC Chemie      | 1:4      | 1:7       |

Abschlusstabelle
| Pl. | Mannschaft                | Sp. | S | U | N | Tore    | Diff. | Punkte |
| --- | ------------------------- | --- | - | - | - | ------- | ----- | ------ |
| 1.  | FC Rot-Weiß Erfurt        | 5   | 5 | 0 | 0 | 022:400 | +18   | 10:0   |
| 2.  | Hallescher FC Chemie      | 6   | 4 | 0 | 2 | 026:100 | +16   | 08:40  |
| 3.  | SG Schleusingen/Hinternah | 6   | 2 | 0 | 4 | 011:240 | −13   | 04:80  |
| 4.  | BSG Wismut Gera           | 5   | 0 | 0 | 5 | 003:240 | −21   | 0:10   |

### Staffel 3
Spiele
| Datum                      |                          |   |                          | Hinspiel | Rückspiel |
| -------------------------- | ------------------------ | - | ------------------------ | -------- | --------- |
| So 03. Juni / So 17. Juni  | FC Vorwärts Frankfurt/O. | − | 1. FC Magdeburg          | 1:0      | 0:2       |
| So 03. Juni / So 17. Juni  | BSG Stahl Brandenburg    | − | 1. FC Union Berlin       | 4:3      | 0:8       |
| Sa 09. Juni / So 24. Juni  | FC Vorwärts Frankfurt/O. | − | BSG Stahl Brandenburg    | 8:0      | 4:0       |
| Sa 09. Juni / So 24. Juni  | 1. FC Magdeburg          | − | 1. FC Union Berlin       | 1:2      | 0:0       |
| Mi .13. Juni / So 01. Juli | BSG Stahl Brandenburg    | − | 1. FC Magdeburg          | 1:7      | 0:6       |
| Mi .13. Juni / So 01. Juli | 1. FC Union Berlin       | − | FC Vorwärts Frankfurt/O. | 0:1      | 0:3       |

Abschlusstabelle
| Pl. | Mannschaft               | Sp. | S | U | N | Tore    | Diff. | Punkte |
| --- | ------------------------ | --- | - | - | - | ------- | ----- | ------ |
| 1.  | FC Vorwärts Frankfurt/O. | 6   | 5 | 0 | 1 | 017:200 | +15   | 10:20  |
| 2.  | 1. FC Magdeburg          | 6   | 3 | 1 | 2 | 016:400 | +12   | 07:50  |
| 3.  | 1. FC Union Berlin       | 6   | 2 | 1 | 3 | 013:900 | +4    | 05:70  |
| 4.  | BSG Stahl Brandenburg    | 6   | 1 | 0 | 5 | 005:360 | −31   | 02:10  |

### Staffel 4
Spiele
| Datum                      |                       |   |                       | Hinspiel | Rückspiel |
| -------------------------- | --------------------- | - | --------------------- | -------- | --------- |
| So 03. Juni / So 17. Juni  | BSG Hydraulik Parchim | − | SG Dynamo Pasewalk    | 1:2      | 1:0       |
| So 03. Juni / So 17. Juni  | F.C. Hansa Rostock    | − | Berliner FC Dynamo    | 0:4      | 1:2       |
| Sa 09. Juni / So 24. Juni  | F.C. Hansa Rostock    | − | BSG Hydraulik Parchim | 6:3      | 2:1       |
| Sa 09. Juni / So 24. Juni  | Berliner FC Dynamo    | − | SG Dynamo Pasewalk    | 8:0      | 7:0       |
| Mi .13. Juni / So 01. Juli | BSG Hydraulik Parchim | − | Berliner FC Dynamo    | 0:3      | :         |
| Mi .13. Juni / So 01. Juli | SG Dynamo Pasewalk    | − | F.C. Hansa Rostock    | 1:3      | 1:8       |

Abschlusstabelle
| Pl. | Mannschaft            | Sp. | S | U | N | Tore    | Diff. | Punkte |
| --- | --------------------- | --- | - | - | - | ------- | ----- | ------ |
| 1.  | Berliner FC Dynamo    | 5   | 5 | 0 | 0 | 024:100 | +23   | 10:0   |
| 2.  | F.C. Hansa Rostock    | 6   | 4 | 0 | 2 | 020:120 | +8    | 08:40  |
| 3.  | BSG Hydraulik Parchim | 5   | 1 | 0 | 4 | 006:130 | −7    | 02:80  |
| 4.  | SG Dynamo Pasewalk    | 6   | 1 | 0 | 5 | 004:280 | −24   | 02:10  |

## Halbfinale
Die beiden Halbfinalpartien wurden in Deutschbaselitz und Biehla (Bezirk Dresden) ausgetragen.
| Datum       |                          | Ergebnis |                    |
| ----------- | ------------------------ | -------- | ------------------ |
| Sa 07. Juli | SG Dynamo Dresden        | 3:0      | FC Rot-Weiß Erfurt |
| Sa 07. Juli | FC Vorwärts Frankfurt/O. | 1:3      | Berliner FC Dynamo |

## Spiel um Platz 3
| Datum       |                    | Ergebnis |                          | Spielort |
| ----------- | ------------------ | -------- | ------------------------ | -------- |
| So 08. Juli | FC Rot-Weiß Erfurt | 4:2      | FC Vorwärts Frankfurt/O. | Kamenz   |

## Finale
| Paarung            | SG Dynamo Dresden – Berliner FC Dynamo |
| Ergebnis           | 1:0 (0:0) |
| Datum              | Sonntag, 8. Juli 1984 |
| Stadion            | Stadion der Jugend, Kamenz |
| Zuschauer          | 500 |
| Schiedsrichter     | Harald Schenk (Dresden) |
| Tore               | 1:0 Milde (61.) |
| SG Dynamo Dresden  | Frank Schulze – Matthias Maucksch – Uwe Kühnel, Thomas Benedix , Mathias Gries – Sven Herrmann, Mario Kern, Matthias Opitz – Rocco Milde, Uwe Jähnig, Carsten Wittiber Cheftrainer: Heinz Schneider / Arnulf Pahlitzsch       |
| Berliner FC Dynamo | Wernecke – Stefan Pickut – Thomas Grabow, Frank Hilgert, Guthke – Jörg Buder (47. Ingo Paschkowski), Dirk Stammann, Jan Wehrmann – Karsten Merkel, Sven Timmerhoff (63. Scholz), Jens-Uwe Zöphel Cheftrainer: Wolfgang Filohn |